# Herea xanthogaster
Herea xanthogaster är en fjärilsart som beskrevs av Druce 1898. Herea xanthogaster ingår i släktet Herea och familjen björnspinnare. Inga underarter finns listade i Catalogue of Life.